# Monohelea obscura
Monohelea obscura är en tvåvingeart som beskrevs av Wirth och Williams 1964. Monohelea obscura ingår i släktet Monohelea och familjen svidknott. Inga underarter finns listade i Catalogue of Life.